# جاك رافائيل فينلاي
جاك رافائيل فينلاي هو مستكشف كندي، ولد في 1768، وتوفي في 1828.